# Jameel Ible
Jameel Ible (Leeds, 26 novembre 1993) è un calciatore nevisiano con cittadinanza britannica, difensore del Guiseley.

## Carriera

### Club
Ha giocato nelle giovanili dello Stockport County, con cui ha poi trascorso la stagione 2010-2011 in prima squadra, impegnata nella quinta divisione inglese; successivamente dopo una brevissima militanza al Salford City in Northern Premier League (settima divisione) ha trascorso la stagione 2012-2013 in quarta divisione allo York City, con cui però non gioca nessuna partita di campionato. Successivamente ha trascorso la stagione 2014-2015 al Guiseley, con cui ha giocato 8 partite in quinta divisione; ha poi giocato per due stagioni a livello semiprofessionistico in settima divisione al Frickley Athletic. Gioca poi nella stessa categoria anche nella stagione 2016-2017 allo Scarborough Athl. e nuovamente al Frickley Athletic dal 2017 al 2019. Negli anni seguenti ha vestito le maglie di Pontefract Collieries, Whitby Town e, dal 2022, nuovamente del Guiseley, nel frattempo sceso in settima divisione.

### Nazionale
Ha giocato in nazionale con Saint Kitts e Nevis, con cui ha esordito nel 2015 e con cui nel 2023 ha anche giocato nella CONCACAF Gold Cup.

## Palmarès

### Club

#### Competizioni regionali
- Sheffield and Hallamshire Senior Cup: 1

Frickey Athletic: 2014-2015, 2015-2016